# Раб, що рве пута
«Раб, що рве пута» (італ. Schiavo ribelle) — мармурова скульптура, створена італійським скульптором і художником Мікеланджело Буонарроті близько 1516 року. Статуя спершу призначалася для другого варіанту гробниці папи Юлія ІІ разом із «Вмираючим рабом». Мікеланджело подарував обидві скульптури Роберто Строцці й вони опинилися у Луврі перед 1550.

## Опис

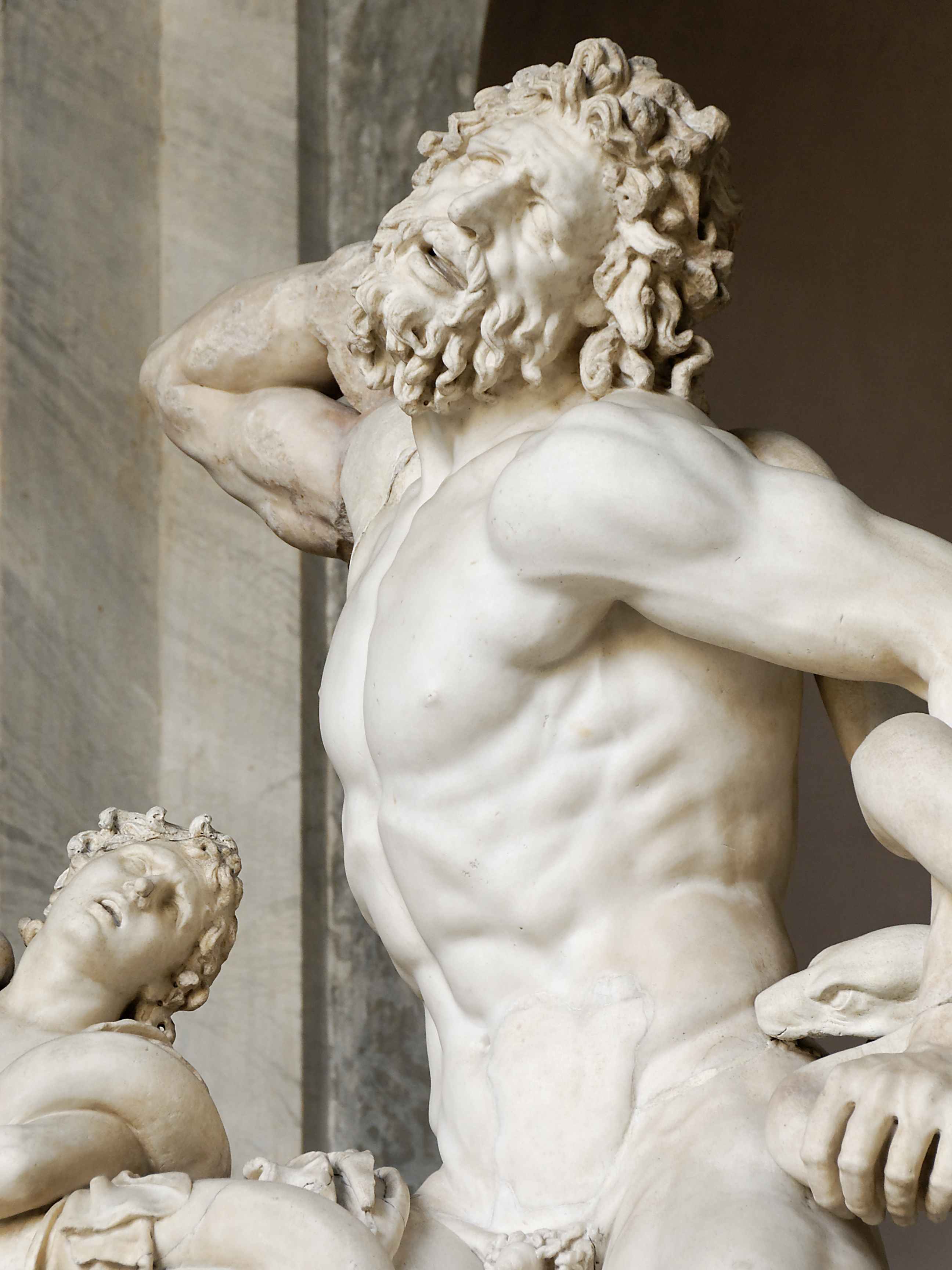
«Лаокоон та його сини» (фрагмент)

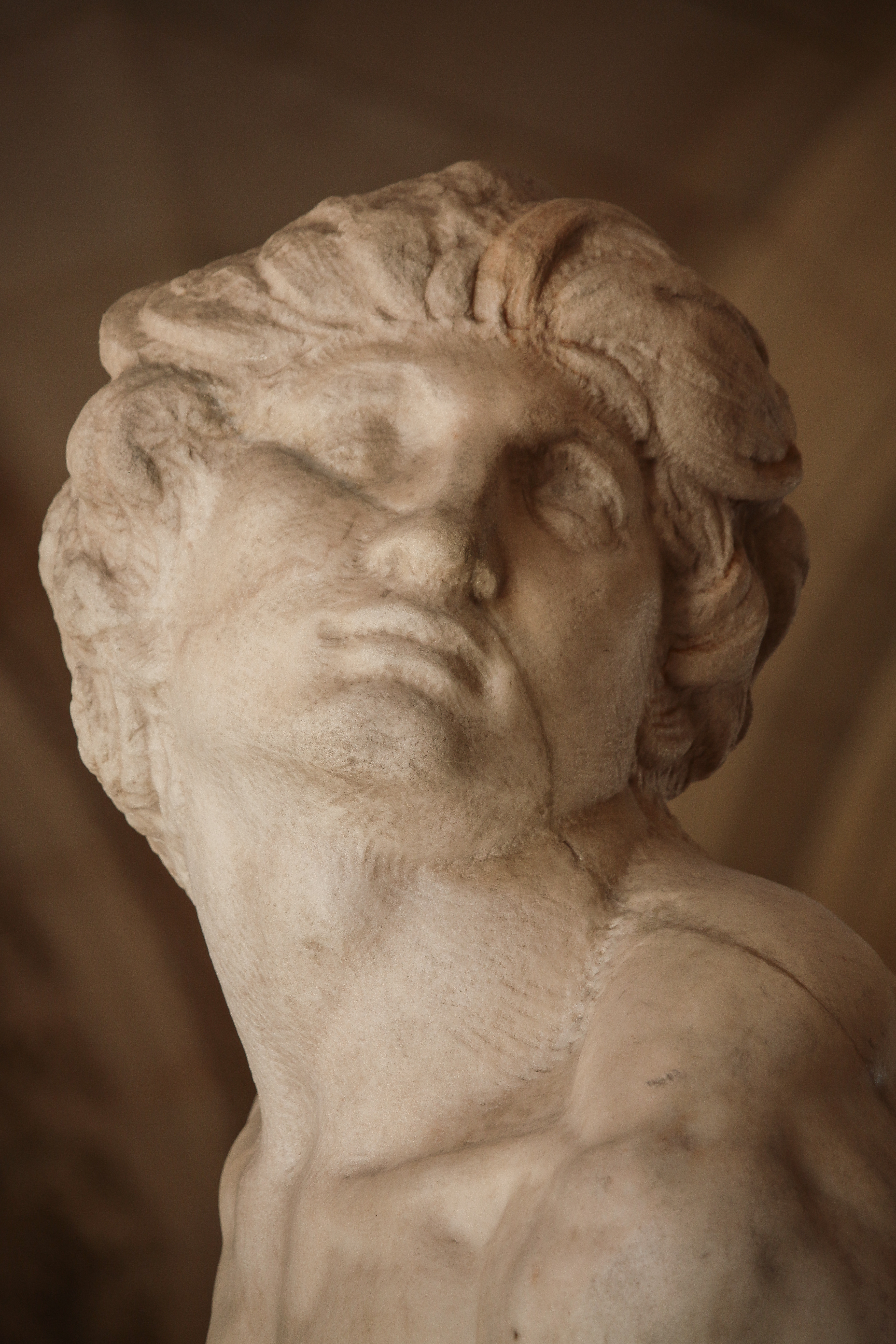
«Раб, що рве пута» (фрагмент)

Статуя зображує молодого хлопця, руки якого зв'язані ззаду, ліве плече сильно виступає вперед, намагаючись вирватися з пут, а коліно та голова направлені в іншу сторону.
Статуя є менш завершеною, ніж «Вмираючий раб»[a], можливо, що її було почато пізніше. Обличчя та плече мають тріщину, яка могла утворилася ще з самого початку, і тому Мікеланджело її не завершив. Гіббард вважає, що вона призначалася для прикраси правого кута гробниці, хоча Мікеланджело вдалося добитися, що скульптура може споглядатися з усіх сторін, тож лівий кут теж можливий. Також він зазначає, що «Раб, що рве пута» послужив джерелом натхнення для зображень Святого Севастіана.
За Гіббардом «ignudi» («голі») із фресок стелі Сікстинської капели теж зіграли свою роль:

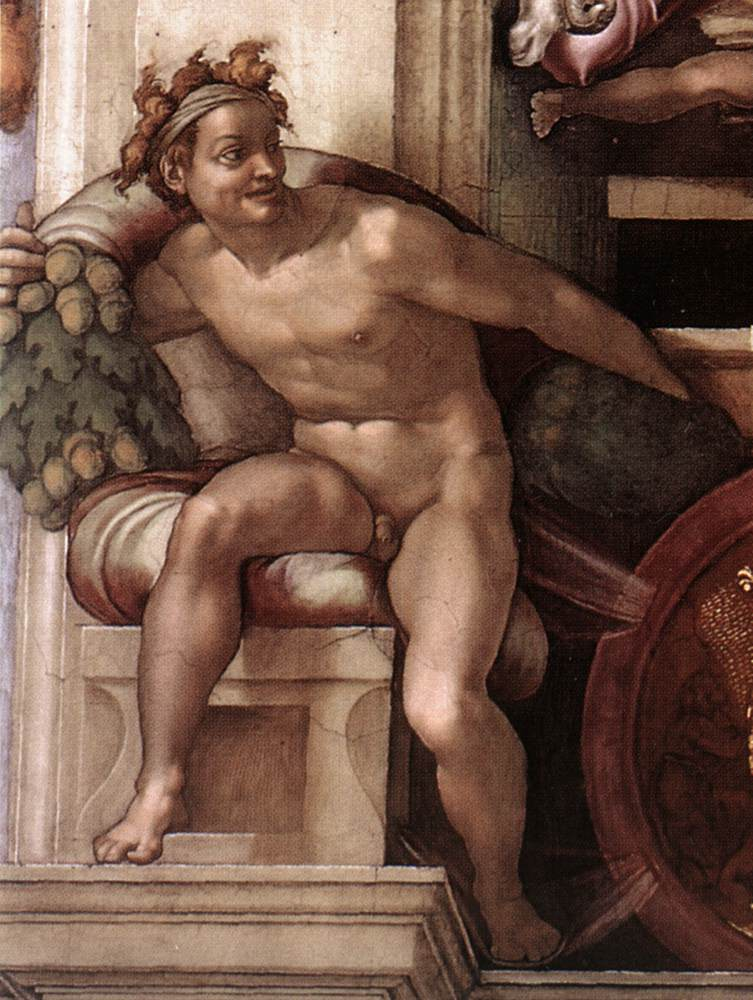
Інюді праворуч «Жертвопринесення Ноя»
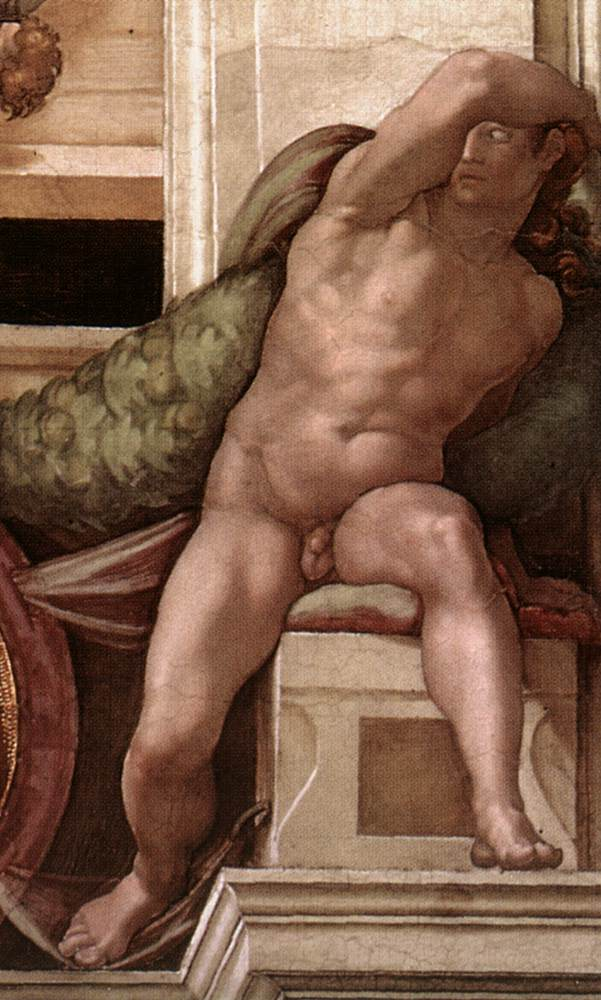
Інюді праворуч «Жертвопринесення Ноя»
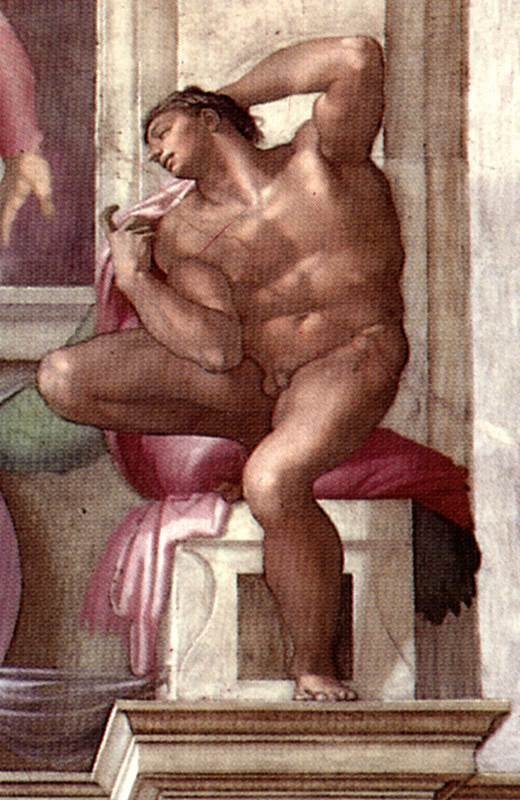
Інюді над сивілою Лівійською

## Інтерпретації
П. Білецький писав, що у статуї: «(…) подана кульмінація битви людини з „долею злою“. (…) невільник, збираючи всі свої молодечі сили, близький уже до того, щоб розірвати „кайдани рабства“. (…) цей невільник, якого недаремно звуть „Бунтівником“, поданий у стані розпруження сил і волі до перемоги».
За Говардом Гіббардом, «Пута, а особливо боротьба „Раба, що рве пута“ захохочують до неоплатонівських трактувань: людина бореться із кайданами тіла, дух проти плоті тощо», а якщо ця робота є результатом еволюції первинної ідеї для гробниці Юлія II щодо скутих «Вільних мистецтв», то це може бути Скульптура.
Мистецтвознавець Михайло Алпатов вважав, що «Мікеланджело зачіпає тут тему людських страждань, які його попередники втілювали в образі [Святого] Себастьяна, пронизаного стрілами».

## Виноски
1. ↑  Make Lists, Not War — 2013.
2. 1 2  Hibbard, 1974, с. 151.
3. 1 2 3  Hibbard, 1974, с. 155.
4. 1 2  Hibbard, 1974, с. 152.
5. ↑  Білецький, 1975, с. 50.
6. ↑  «Умирающий раб» и «Восставший раб» (1513-1519) (рос.) . mikelangelo.ru. Архів оригіналу за 18 лютого 2020. Процитовано 21.02.2018.